# Lake Franzmann
Der Lake Franzmann ist ein etwa 400 m langer und 150 m breiter meromiktischer Salzwassersee an der Ingrid-Christensen-Küste des ostantarktischen Prinzessin-Elisabeth-Lands. In den Vestfoldbergen liegt er am Nordufer des Langnes-Fjords.
Im See wurden planktonische Kieselalgen und zwei Arten von Ruderfußkrebsen der Ordnung Harpacticoida nachgewiesen.
Australische Wissenschaftler benannten ihn nach dem Mikrobiologen Peter Franzmann, der 1984 sowie von 1987 bis 1988 auf der Davis-Station tätig war, dabei die Methanproduktion im Ace Lake untersuchte sowie sich mit der Taxonomie und Ökologie von Bakterien in den Salzwasserseen der Vestfoldberge auseinandersetzte.